# Joodse begraafplaats (Maassluis)
De Joodse begraafplaats te Maassluis in de Nederlandse provincie Zuid-Holland was al voor 1829 gevestigd aan de Roggekade in de Kapelpolder. Nadat deze in 1950 was geruimd werden de stoffelijke resten herbegraven op een Joods gedeelte van de Algemene Begraafplaats Maassluis aan de Willem de Zwijgerstraat. Daar werden ook 23 grafstenen herplaatst.

## Geschiedenis
Op 27 april 1688 vestigde de eerst bekende Joodse inwoner, de tabaksverkoper Levi Jacobs, zich in Maassluis. Vooral na 1750 groeide de Joodse gemeenschap gestaag. Maassluis was een van de weinige plaatsen in Zuid-Holland waar Joden welkom waren. In 1769 kreeg de Joodse religieuze gemeente toestemming om een synagoge te bouwen. Na 1890 trok het grootste deel van de Maassluizer Joden weg. In 1930 woonden er nog 18 Joden. Allen die in 1942 tijdens de Jodenvervolging zijn weggevoerd werden vermoord.
De begraafplaats aan de Roggekade was in de twintigste eeuw voor een groot deel begroeid met bomen en omgeven door een hoge muur. Bij de toegang stond het metaheerhuis. De laatste begrafenis vond er in 1937 plaats. Na de ruiming en herbegraving in 1950 op een nieuw Joods gedeelte van de algemene begraafplaats werden 21 grafstenen op het collectieve graf gelegd. Twee andere zijn rechtop geplaatst.